# BlueSky Software
BlueSky Software foi uma empresa desenvolvedora de jogos eletrônicos na California. Fundada em 1988, a BlueSky encerrou as atividades em março de 2001, quando a empresa-mãe — Titus Interactive — estava com problemas financeiros. Titus ficou com a propriedade da marca comercial da BlueSky até sua falência em 2004.

## Jogos

### Atari 7800
- Basketbrawl (1990)
- Mat Mania Challenge (1990)
- Mean 18 (1989)
- Motor Psycho (1990)
- Ninja Golf (1990)
- Scrapyard Dog (1990)
- Xenophobe (1989)

### Atari Lynx
- Cyberball 2072 (1991)
- NFL Football (1992)
- Ninja Gaiden (1990)

### Amiga
- Hare Raising Havoc (1991)
- PGA Tour Golf (1990)

### Commodore 64
- Arachnophobia (1991)
- Avoid the Noid (1989)

### IBM PC compatíveis
- Arachnophobia (1991)
- ASSASSIN 2015 (1996)
- Goosebumps: Attack of the Mutant (1997)
- Hare Raising Havoc (1991)
- PC USA
- PC Globe (1990)
- Relativity (1998)
- Total Control Football (1996)

### Master System
- Ariel the Little Mermaid (1996)
- Dick Tracy (1991)
- Joe Montana Football (1991)

### Game Gear
- Ariel the Little Mermaid (1992)
- Joe Montana Football (1991)
- NFL '95 (1995)

### Sega Genesis
- Ariel the Little Mermaid (1992)
- College Football's National Championship (1994)
- College Football's National Championship II (1995)
- Desert Demolition Starring Road Runner and Wile E. Coyote (1995)
- Joe Montana Football II: Sports Talk Football (1991)
- Jurassic Park (1993)
- Jurassic Park: Rampage Edition (1994)
- NFL Sports Talk Football '93 (1992)
- NFL Football '94 Starring Joe Montana (1993)
- Shadowrun (1994)
- Starflight (1991)
- The Ren & Stimpy Show: Stimpy's Invention (1993)
- Vectorman (1995)
- Vectorman 2 (1996)
- World Series Baseball (1994)
- World Series Baseball '95 (1995)
- World Series Baseball '96 (1996)
- World Series Baseball '98 (1997)

### 32X
- Spider-Man: Web of Fire (1996)
- World Series Baseball Starring Deion Sanders (1995)

### PlayStation
- Evil Zone (1999, porte para EUA e Europa)
- KazMania (1997)

### Applet Java
- Destroyer (2000)
- Flam (2000)
- Hole in one (2000)
- Power Grid (2000)
- Sky Battle (2000)

### Não lançados
- Mat Mania Challenge (1989, família Atari de 8 bits)
- Xenophobe (1989, família Atari de 8 bits)
- Ninja Golf (1989, família Atari de 8 bits)
- Klax (1992, família Atari de 8 bits)
- Superman (2000, PlayStation)
- Vectorman 3 (Sega Saturn)